# Operación Traíra
La Operación Traíra (Operação Traíra en portugués) fue una masacre realizada por las Fuerzas Armadas de Brasil contra siete mineros colombianos en la frontera entre estos dos países en 1991.

## Contexto
El 26 de febrero de 1991, aproximadamente 40 guerrilleros de las Fuerzas Armadas Revolucionarias de Colombia - Ejército del Pueblo (FARC-EP) autodenominados "Comando Simón Bolívar", invadieron territorio brasileño, cerca de la frontera entre Brasil y Colombia, a orillas del Río Traíra en el Estado de Amazonas, y atacaron por sorpresa un destacamento del ejército brasileño. Las operaciones de inteligencia dicen que el ataque fue motivado por la represión del destacamento brasilero a la minería ilegal en la región. En el ataque murieron 3 soldados brasileños y 12 resultaron heridos. Varias armas, municiones y equipos fueron robadas por las FARC-EP.
En los días siguientes, las Fuerzas Armadas brasileñas desataron una gran operación de guerra, con movilización de tropas especiales de la Amazonia e incluso de Río de Janeiro, con apoyo de la Fuerza Aérea. Cómo represalia torturaron y asesinaron a 7 mineros colombianos en la frontera entre estos dos países. En su momento autoridades colombianas indicaron que cinco buscadores de oro se encontraban desaparecidos en la región fronteriza. El gobierno colombiano pidió formalmente una investigación sobre la muerte de ciudadanos de su país luego de la desaparición de estos, pero Brasil nunca respondería este pedido.

## Investigación brasileña
El 5 de junio de 2000, la Comisión de Derechos Humanos de Cámara de Diputados de Brasil anunció que investigará la muerte de siete civiles colombianos, en la frontera entre estos dos países en 1991 a manos del Ejército brasileño, ocurridas tras un ataque de las FARC-EP en la que murieron tres soldados. Tres exmilitares brasileros denunciaron que el Ejército brasileño mató a varios mineros (y no guerrilleros como se informó en la época), después de un ataque de la guerrilla en el que murieron tres centinelas brasileños. "Tienen la credibilidad suficiente porque participaron en la operación y prestarán su declaración en la Cámara de Diputados" declaró el diputado Nelson Pellegrino, vicepresidente de la Comisión.

## Víctimas de la masacre
- Aniceto Reyes
- Carlos Ardila
- Antonio Rodríguez Patiño
- Manuel Rivera
- Carlos Benjumea
- Otros dos mineros fueron desaparecidos.[1]